# Un Kòrsou Hustu
Un Kòrsou Hustu (Een Rechtvaardig Curaçao), ook wel UKH of Hustu genoemd, is een politieke partij op Curaçao opgericht in januari 2015 door Omayra Leeflang. De officiële lancering van de partij vond plaats op 15 september 2015, de internationale Dag van de Democratie. 
Leeflang was in juni 2013 uit de partij PAR gestapt en als zelfstandig Statenlid verder gegaan. Bij de Statenverkiezingen van 2016 won UKH een zetel, die de partij bij de verkiezingen van 2017 alweer verloor.